# Probolus crassulus
Probolus crassulus là một loài tò vò trong họ Ichneumonidae.